# Sony Xperia 1
Sony Xperia 1 es un teléfono inteligente desarrollado por Sony presentado en 2019. Este teléfono pertenece a la familia Sony Xperia de la compañía.

## Características

### Diseño y dimensiones
Este teléfono se encuentra disponible en los colores Blanco, Gris, Morado(Púrpura) y negro, posee dimensiones de 167 milímetros de largo, 72 milímetros de ancho y 8,2 milímetros de grosor. Su peso es de aproximadamente 168 g.

### Pantalla
La pantalla posee una relación de aspecto de 21:9, mide 6,5 pulgadas y resolución 4K de 3840 por 1644 pieles. Cuenta con la tecnología Gorilla Glass 6.

### Cámara
Este teléfono posee cuatro cámaras en total, una cámara frontal de 8MP, un tamaño de 0.25 pulgadas y un campo de visión de 84 grados, y tres cámaras traseras de 12MP cada una.
La primera cámara trasera tiene de resolución, un campo de visión de 78 grados y 26 mm de longitud focal; la segunda posee un campo de visión de 45 grados y una longitud focal de 52 mm; la tercera tiene un campo de visión de 130 grados y una longitud focal de 16 mm.
La cámara puede tomar fotografías en formatos de vídeo como MPEG-4, H.263, H.264, H.265 y VP8 y guardar fotos en formato JPEG, PNG, WebP y HEIF.

### Audio
Este celular puede reproducir archivos de tipo AAC (como AAC-LC, AAC+, eAAC+ y AAC-ELD), ALAC, AMR-NB, AMR-WB, DSD, FLAC, MIDI, MP3, PCM, Opus, Vorbis, WMA y LPCM, y grabar en formatos de audio AAC (AAC-LC, AAC+, AAC-ELD), AMR-NB y AMR-WB.